# 中國中央政府駐香港機構
中华人民共和国中央人民政府駐香港機構，指中华人民共和国政府在1997年香港主權移交後，根據《香港特別行政區基本法》及《中華人民共和國香港特別行政區維護國家安全法》在香港設立負責行政、外交、國防和執法事務的四大機構，即：中央人民政府駐香港特別行政區聯絡辦公室（中聯辦）、中華人民共和國外交部駐香港特別行政區特派員公署（外交部駐港特派員公署）、中國人民解放軍駐香港部隊（駐港解放軍）及中央人民政府驻香港特别行政区维护国家安全公署（中央駐港國安公署）。
1998年4月，香港立法會通過《法律適應化修改（釋義條文）條例草案》，該條法案將條例中的官方（Crown）改為國家（State），「國家」一詞則包括了中國政府駐香港機構。因為香港的法律中不適合官方的法律也延伸到不適合國家，所以中國政府及其駐香港機構被免除遵守至少58項香港法律的義務（截止2002年），包括《性別歧視條例》、《殘疾歧視條例》、《家庭崗位歧視條例》、《個人資料（私隱）條例》、《印花稅條例》等。

## 外部連結
- 立法會關於法律適應化修改條例草案的會議記錄 （页面存档备份，存于）